# Papež Evgen III.
Papež Evgen III. (rojen kot Bernardus (Bernardo) Paganelli), papež katoliške Cerkve, * okrog 1080, Pisa (Republika Pisa, Sveto rimsko cesarstvo); † 8. julij 1153 (Tivoli (Papeška država; Sveto rimsko cesarstvo).

## Življenjepis

### Pot do meništva
Papež Evgen se je rodil kot Bernard Paganelli; po mnenju nekaterih se je pisal Pignatelli. Glede njegovega izvirnega krstnega imena se življenjepisci razhajajo: ali je prejel ime Bernard pri krstu, ali ko je postal redovnik. 

Njegov oče je bil plemič De Montemagno, nedaleč od kraja Camajore, na področju Lucce. Plemenitost njegovega porekla postavljajo v dvom Bernardove besede, ki poveličujejo njegovo nizkost. Zdi se pa, da svetnik tukaj govori o času, ko je bil že menih:  »Zavzemal je nizek položaj v Gospodovi hiši«, ko so ga poklicali k najvišjemu duhovništvu. 

Vzgojo je prejel v Pisi in po posvečenju je postal stolni kanonik. Pozneje je postal vice-dominus oziroma upravnik časnih dobrin škofije (=ekonom). 1130 je prišel pod magnetično privlačnost svetega Bernarda; ko se je svetnik vračal domov s sinode v Pisi, ga je spremljal vice-dominus kot novinec. Med tem časom je sprejel več pomembnih nalog. Končno ga je Bernard poslal za opata zapuščenemu samostanu v opatiji Farfa; vendar ga je Inocenc II. prestavil v rimski samostan Tre fontane. 

### Papež
Bil je prvi cistercijan, ki je postal papež; na tem položaju je bil med letoma 1145 in 1153.
Za papeža so ga izvolili 15. februarja 1145, že na sam smrtni dan njegovega predhodnika Lucija II., ki je našel smrt na stopnicah Kapitola. Kardinali niso izgubili glave; takoj so se zbrali v cerkvi sv. Cezarija. Ni znano, iz kakega razloga so izvolili nekardinala, ljubljenega Bernardovega učenca in opata cistercitskega rimskega samostana, ki si je izvolil ime Evgen III., odšel v Lateransko baziliko ter se dal ustoličiti za papeža. To je prevratneže tako presenetilo, da niso niti pomislili ne na izvolitev protipapeža. Še bolj pa so bili presenečeni, ko preprosti menih ni hotel sprejeti njihovih zahtev in je na njihove grožnje zagrozil s cerkvenimi kaznimi vsakomur, ki bi oporekal zakonitosti njegove izvolitve. V Rimu, ki je bil razgret od strankarskih strasti, papež ni mogel ostati. Skupaj s kardinali se je podal v Sabinskih gorah ležečo opatijo Farfa, kjer  so ga 18. februarja 1145 posvetili za škofa. To je oznanil 2. marca celemu svetu s svojo prvo okrožnico. Od tod se je podal v gostoljubni Viterbo, kjer je ostal osem mesecev. 

### »Spokornik«Arnold
V Rimu pa je šele po papeževem pobegu začela zares vreti prekucija. Senat je razglasil prenehanje prefekture, ki je predstavljala papeško in cesarsko oblast. Leone Jordan se je oklical za »patricija« in edinega gospodarja Rima ter je od vsakogar zahteval, naj priseže na novo ustavo; kdor pa je to odklonil, so ga enostavno zaklali. Niso se usmilili niti tistih, ki so se zatekli v cerkve; romarje so oropali, palače plemičev in kardinalov pa izropali. 

Sveti Bernard, ki so ga Rimljani nekdaj slavili kot »očeta domovine«, jim je napisal pismo, v katerim je med drugim dejal:
»Obračam se k tebi, ti ljudstvo velike preteklosti, jaz ubogi, nepomembni človeček. To sramoto, kakršno ste napravili nad apostoli, vsak kristjan občuti, obžaluje in ga boli. Kaka ponorelost je to, da si upate žaliti svetovne poglavarje, ki so poleg tega vaši posebni zaščitniki? Mar ni bilo potrebno, da bi jih ravno vi branili, če jih drugi napadajo? O vi nespametni! Ali ne spoznavate, kaj je vaša slava? Glavarja Cerkve, ki je tudi vaš poglavar, hočete poniževati, namesto da bi ga – če bi nanesla potreba – do kraja branili.« 
Arnold Brešijeki je sicer res prišel v Viterbo in kleče prosil papeža za odpuščanje. Evgen je imel njegovo spreobrnjenje za iskreno: dal mu je odvezo in ga poslal na romanje v Rim za pokoro. Ko bi vedel, da je s tem vrgel iskro v slamo! 

Evgen III. je z živo diplomatsko dejavnostjo pridobil kampanijsko in rimsko plemstvo. Bernardovo pismo pa je tako vplivalo na ljudstvo, da sta patricij in senat takoj spoznala, da sta ostala sama. Pa tudi papež ni hotel preveč napenjati strune, in je ponudil upornikom mir pod naslednjimi pogoji: vzpoztavijo naj nazaj papeško svetno oblast; petdesetčlanski senat lahko sicer ostane, vendar le z gospodarskimi pooblastili; njegove člane voli ljudstvo, toda potrjuje jih papež. Pravzaprav naj ostane vse, kakor je bilo pred vstajo. Ko so sporazum pisno potrdili, se je Evgen 20. decembra 1145 napotil v Rim. Ljudstvo je vriskalo od veselja in ga rajajoč spremljalo v zmagoslavnem sprevodu v Lateran. Toda tukaj je bil zopet tudi Arnold! Odšel je na Kapitol, kjer je začel grmeti o stari rimski slavi, o dobi Konstantina Velikega in Justinijana ter o sedanjem sužnjevanju. In ljudstvo, ki je decembra vpilo papežu »Hozana!«, ga je januarja zopet prisililo k begu. Papež je po kratkem bivanju v Sutriju in Viterbu prešel v Francijo. 

### Delovanje
Turki so 1144 zavzeli Edeso in prodirali naprej proti zahodu. Papež Evgen III. je poklical na Bernardovo pobudo Zahod na Drugo križarsko vojno z bulo Quantum praedecessores z datumom 1. decembra 1145. Vodila sta jo francoski kralj Ludvik VII. in nemški cesar Konrad III. Zaradi stalnih medsebojnih prepirov med poveljnikoma so križarji po osvojitvi Jeruzalema zaradi nesmotrnega napada na Damask pretrpeli hud poraz. Hude očitke je moral požirati ne le pobudnik vojne sveti Bernard, ampak tudi papež. Čeprav so križarji na Bližnjem vzhodu doživeli polomijo, so imeli precej uspehov na Portugalskem; med drugimi mesti so osvobodili Lizbono.

Ko se je papež zaradi Arnoldovega divjanja moral umakniti v Francijo, je tam vodil več reformnih sinod (Pariz 1147 in 1148, Trier 1148, Reims 1148, Cremona 1148). V Rim se je lahko vrnil šele 1152 pod varstvom cesarja Konrada III. Njegovega naslednika Friderika Barbarossa naj bi kronal za cesarja, vendar je že pred tem umrl. 

## Smrt, češčenje in spomin

### Smrt
Papež Evgen je umrl v Tivoliju (Papeška država; Sveto rimsko cesarstvo) 8. julija 1153. Evgenij je pokopan v Baziliki svetega Petra v Vatikanu v spokorniški grobi cistercijanski obleki, ki jo je za življenja vedno nosil pod mehkimi papeškimi oblačili. 
Ob smrti papeža Evgena je v Rimu zavladala presenetljivo velika žalost. »Skozi dva dni« - piše škof Hugo cistercitom – "je pokazala duhovščina in rimsko ljudstvo nenavadno prizadetost. Vsakdo je iskreno žaloval; posebno pa so rajnega iz srca objokovali reveži in vdovski.« 
20. avgusta istega leta je umrl njegov učitelj in vzornik sveti Bernard Klervojski, ki je posvetil svojemu najodličnejšemu učencu zvezek z asketično vsebino »De consideratione« (Premišljevanje). 

### Češčenje
Za blaženega ga je razglasil v Rimu papež Pij IX. 3. oktobra 1872 v Rimu. 

### Spomin
Malahijeva prerokba ga imenuje Ex magnitudine montis – Iz velike gore. V prerokbi je razlaga: Patria Ethruscus oppido Monti« (Toskanec po rodu, iz mesta Montemagno.) To reklo se torej nanaša na rojstni kraj Evgena III., ki je “Montemagno”, vas blizu Pise.Po drugih virih pa se je rodil v Pisi v skromni družini.